# Curling nos Jogos Olímpicos de Inverno de 1998
O curling retornou ao programa nos Jogos Olímpicos de Inverno de 1998 em Nagano, no Japão. A última aparição oficial do esporte havia sido na primeira edição, em Chamonix 1924. Em três edições anteriores o curling havia sido disputado como esporte de demonstração.
Durante alguns anos, essa edição foi considerada a primeira a ser disputada oficialmente em Jogos Olímpicos. Somente em 2006 o Comitê Olímpico Internacional reconheceu a edição de 1924 como oficial, e não de demonstração como muitas fontes apontavam, após intensa investigação feita pelo jornal escocês The Herald.

## Medalhistas
| Evento             | Ouro                                                                                    | Prata                                                                                   | Bronze                                                                                            |
| ------------------ | --------------------------------------------------------------------------------------- | --------------------------------------------------------------------------------------- | ------------------------------------------------------------------------------------------------- |
| Masculino detalhes | Patrick Hürlimann Patrik Loertscher Daniel Müller Diego Perren Dominic Andres SUI Suíça | Mike Harris Richard Hart Collin Mitchell George Karrys Paul Savage CAN Canadá           | Eigil Ramsfjell Jan Thoresen Stig-Arne Gunnestad Anthon Grimsmo Tore Torvbråten NOR Noruega       |
| Feminino detalhes  | Sandra Schmirler Jan Betker Joan McCusker Marcia Gudereit Atina Ford CAN Canadá         | Helena Blach Lavrsen Margit Pörtner Dorthe Holm Trine Qvist Jane Bidstrup DEN Dinamarca | Elisabet Gustafson Katarina Nyberg Louise Marmont Elisabeth Persson Margaretha Lindahl SWE Suécia |

## Quadro de medalhas
| Ordem | País          | Medalha de ouro | Medalha de prata | Medalha de bronze |   |
| ----- | ------------- | --------------- | ---------------- | ----------------- | - |
| 1     | CAN Canadá    | 1               | 1                |                   | 2 |
| 2     | SUI Suíça     | 1               |                  |                   | 1 |
| 3     | DEN Dinamarca |                 | 1                |                   | 1 |
| 4     | NOR Noruega   |                 |                  | 1                 | 1 |
| 4     | SWE Suécia    |                 |                  | 1                 | 1 |
| TOTAL | TOTAL         | 2               | 2                | 2                 | 6 |